# Watcher (film)
Watcher är en psykologisk thrillerfilm från 2022 skriven och regisserad av den filmdebuterande Chloe Okuno, baserad på ett originalmanus skrivet av Zack Ford. Filmens huvudroller spelas av Maika Monroe, Karl Glusman och Burn Gorman.

## Handling
Julia flyttar tillsammans med sin man Francis från USA till en lägenhet i Bukarest, Rumänien. Hon märker snart att en främling iakttar henne från ett fönster i byggnaden mittemot. Hon tror också att han förföljer henne. Samtidigt härjar en seriemördare i området.

## Rollista
| Maika Monroe     | – Julia        |
| Karl Glusman     | – Francis      |
| Burn Gorman      | – Daniel Weber |
| Tudor Petruț     | – Taxichaufför |
| Mădălina Anea    | – Irina        |
| Cristina Deleanu | – Eleanora     |
| Daniel Nuță      | – Cristian     |

## Produktion
I mars 2021 tillkännagavs det att Maika Monroe, Karl Glusman och Burn Gorman skulle spela huvudrollerna i en film under titeln Watcher, som skulle produceras av Image Nation Abu Dhabi och Spooky Pictures. Huvudfotograferingen pågick därefter i Rumäniens huvudstad Bukarest från den 8 mars till den 16 april samma år.